# 阿兰·埃尔文
占士·阿倫·艾雲（英語：James Alan Irvine，1958年7月12日—）在蘇格蘭格拉斯哥出生，是一名前足球運動員，司職翼鋒，退役後擔任領隊。
於艾雲的15年球員生涯中他曾在蘇格蘭和英格蘭分別效力5支球隊。退役後主要擔任青訓工作，其後追隨時任愛華頓領隊大衛·莫耶斯擔任助理領隊。繼而獨當一面，先後出任普雷斯頓和錫周三的領隊；其後重返愛華頓出掌青年隊主帥；2014年6月14日加盟西布朗, 僅7個月後便被辭退。現時擔任韋斯咸的助理領隊。由於韋斯咸的領隊大衛·莫耶斯確疹新型冠狀病毒肺炎，他成為該隊的看守領隊。

## 生平

### 早年
艾雲在蘇格蘭格拉斯哥出生，於效力業餘的昆士柏期間曾修讀並考取保險經紀人的專業資格。

## 球會
於家鄉球隊昆士柏出道，艾雲南下先後效力愛華頓和水晶宮，再返回蘇格蘭加盟登地聯；兩年後再轉投英乙的布力般流浪，於1992年協助球隊透過附加賽取得新成立的英超的資格後，隨即宣佈退役。

## 教練及領隊
教練
艾雲退役後開始擔任教練工作，先後出任紐卡素和布力般流浪的青訓學院主管，麾下得意弟子包括斯蒂芬·泰勒及彼得·藍馬治等。2002年加盟愛華頓出任大衛·莫耶斯的副手。
普雷斯頓
2007年11月20日，艾雲上任英冠球會普雷斯頓的領隊，其時球隊正處於水深火熱，僅位於降班區域之上一位，他領導球隊成功保級，以第十五位結束球季。
在他任教的首個完整球季，帶領球隊晉身附加賽，普雷斯頓於聯賽最後一輪主場2-1擊敗女王公园巡游者，而競爭對手卡迪夫城卻敗陣，兩隊同得74分及得失球差+12，普雷斯顿以得球66比65僅多一球搭上升級附加賽尾班車。因此他獲選四月份「英冠每月最佳領隊」。附加賽準決賽兩首回累計1-2負於谢菲尔德联被淘汰。 
2009年12月29日，普雷斯顿近10場聯賽僅取得7分，排名由頭6位下滑到第16位，艾雲雖然上季帶領球隊晉身附加賽，於執教兩年後下台。
錫周三
2010年1月8日艾雲獲委任為錫周三領隊，雙方簽約三年半。執教首個月戰績彪炳，5戰4勝豪取12分，帶領球隊暫時脫離降班區域，並獲選一月份「英冠每月最佳領隊」。但球隊勇態未能持續，仍然需要在降班區內掙扎，5月2日聯賽煞科日主場迎戰護級對手水晶宮許勝不許和或敗，最終僅能迫和2-2完場，來季降班英甲。
錫周三於降班後同時亦受到財困，先後兩次因欠稅被HM稅務海關總署申請清盤，最終獲剛出售莱斯特城的米兰·曼达里奇以1英鎊象徵價成功收購才避免倒閉。艾雲在2011年1月的轉會窗獲得資金重整軍容。2011年2月3日，於錫周三最近6戰未嘗勝果，成績位列中游，執教剛過1年的艾雲遭革職。
愛華頓
2011年7月12日，艾雲重返愛華頓擔任青訓學院領隊。
西布朗
2014年6月14日，艾雲獲西布朗聘請接替佩佩·梅尔擔任主教練，簽署12個月滾動合約，是他首次出任英超球會主帥之職。2014年12月29日，艾雲上場後帶隊在19場聯賽僅獲4勝，最近9戰7負，積分榜排第16位，與降班區域相差1分，宣佈下台。

## 外部連結
- 足球資料庫：阿倫·艾雲的領隊統計數據